# Kampung Kristen
Kampung Kristen is een bestuurslaag in het regentschap Serdang Bedagai van de provincie Noord-Sumatra, Indonesië. Kampung Kristen telt 147 inwoners (volkstelling 2010).